# Estrella blanca de la seqüència principal

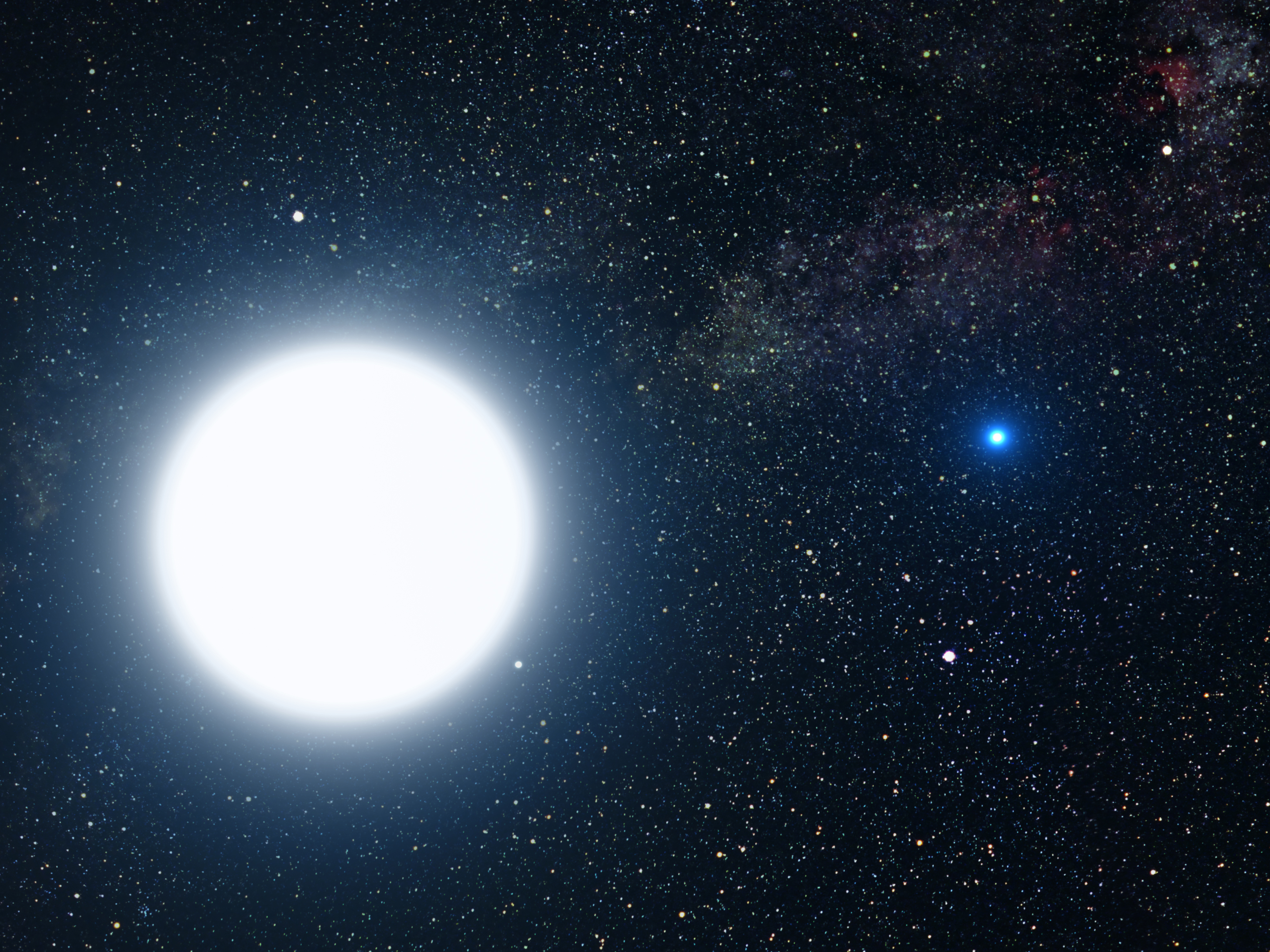
La impressió artística de Sirius A i Sirius B. Sirius A, una estrella de seqüència principal de tipus A, és la més gran de les dues.

Una estrella de seqüència principal de tipus A (A V) o estrella nana A és una estrella de la seqüència principal (que crema hidrogen) del tipus espectral A i la classe de lluminositat V. Aquestes estrelles tenen espectres que estan definits per línies d'absorció Balmer d'hidrogen forts. Tenen masses d'entre 1,4 i 2,1 vegades la massa del Sol i temperatures superficials entre 7600 i 11 500 K.
Els exemples brillants i propers són Altair (A7 V), Sírius A (A1 V), i Vega (A0 V). Les estrelles de tipus A són completament radiants i, per tant, no s'espera que alberguin una dinamo magnètica. Com a conseqüència, perquè no tenen forts vents estel·lars,manquen de mitjans per generar emissió de raigs X.

## Estrelles estel·lars espectrals
| Classe estel·lar | Massa (M☉) | Radi (R☉) | Mv  | Tef (K) |
| ---------------- | ---------- | --------- | --- | ------- |
| A0V              | 2.40       | 1.87      | 0.7 | 11 500  |
| A2V              | 2.19       | 1.78      | 1.3 | 10 530  |
| A5V              | 1.86       | 1.69      | 2.0 | 8200    |
| A6V              | 1.80       | 1.66      | 2.1 | 7672    |
| A7V              | 1.74       | 1.63      | 2.3 | 7483    |
| A8V              | 1.66       | 1.60      | 2.4 | 7305    |
| A9V              | 1.62       | 1.55      | 2.5 | 7112    |

El sistema revisat de l'Atles Yerkes va mostrar una gran densitat d'estrelles estàndard espectrals nanes de tipus A, però no totes aquests han sobreviscut fins avui com a estàndards. Els "punts d'ancoratge" i els "estàndards de daga" del sistema de classificació espectral MK entre les estrelles nanes de la seqüència principal de tipus A, és a dir, les estrelles estàndard que romanen sense canvis durant anys i que es poden considerar per definir el sistema, són Vega (A0 V), Gamma Ursae Majoris (A0 V), i Fomalhaut (A3 V). La revisió de la classificació de MK de Morgan & Keenan (1973) no va proporcionar cap estàndard de daga entre els tipus A3 V i F2 V. HD 23886 es va suggerir com un estàndard A5 V el 1978. Richard Gray i Robert Garrison van proporcionar les contribucions més recents a la seqüència espectral nana A en un parell d'articles el 1987 i el 1989 S'enumeren una varietat d'estàndards espectrals nans de tipus A de rotació ràpida i lenta, que inclouen HD 45320 (A1 V), HD 88955 (A2 V), 2 Hydri (A7 V), 21 Leonis Minoris (A7 V) i 44 Ceti (A9 V). A més els estàndards de MK van proporcionar dins els papers de Morgan i el Gris & Garrison papers, un també ocasionalment veu Delta Leonis (Un4 V) va llistar com a estàndard. No hi ha estrelles estàndard A6 V i A8 V publicades.

Classificació espectral de Morgan-Keenan

## Planetes
Les estrelles tipus A són joves (normalment pocs centenars de milions d'anys) i molts emeten radiació infraroja més enllà del que s'esperaria només de l'estrella. Aquest excés d'infraroig és atribuïble a l'emissió de pols d'un disc de fragments on es formen els planetes. Les estudis indiquen que els planetes massius normalment es formen al voltant d'estrelles tipus A, encara que aquests planetes són difícils de detectar utilitzant el mètode d'espectrocòpia Doppler. Això és perquè les estrelles de tipus A típicament giren molt ràpidament, la qual cosa fa que sigui molt difícil mesurar els petits canvis Doppler induïts pels planetes orbitals, ja que les línies espectrals són molt àmplies. Tanmateix, aquest tipus d'estrella massiva finalment evoluciona cap a un gegant vermell més fred que gira més lentament i, per tant, es pot mesurar utilitzant el mètode de velocitat radial. A partir de principis de 2011, s'han trobat prop de 30 planetes de la classe Júpiter al voltant de les estrelles gegants evolucionades, incloses Pòl·lux, Gamma Cephei i Iota Draconis. Els estudis Doppler al voltant d'una àmplia varietat d'estrelles indiquen que al voltant d'1 de cada 6 estrelles que tenen el doble de la massa del Sol estan en òrbita al voltant d'un o més planetes de la mida de Júpiter, contra 1 a 16 per estrelles similars al Sol.
Les estrelles de tipus A que es coneixen inclouen planetes Fomalhaut, HD 15082, Beta Pictoris i HD 95086 b.